# Toxorhina (Toxorhina) taeniomera
Toxorhina (Toxorhina) taeniomera is een tweevleugelige uit de familie steltmuggen (Limoniidae). De soort komt voor in het Afrotropisch gebied.